# Điều khiển quá trình

Ví dụ về hệ thống điều khiển của một lò phản ứng bể khuấy liên tục

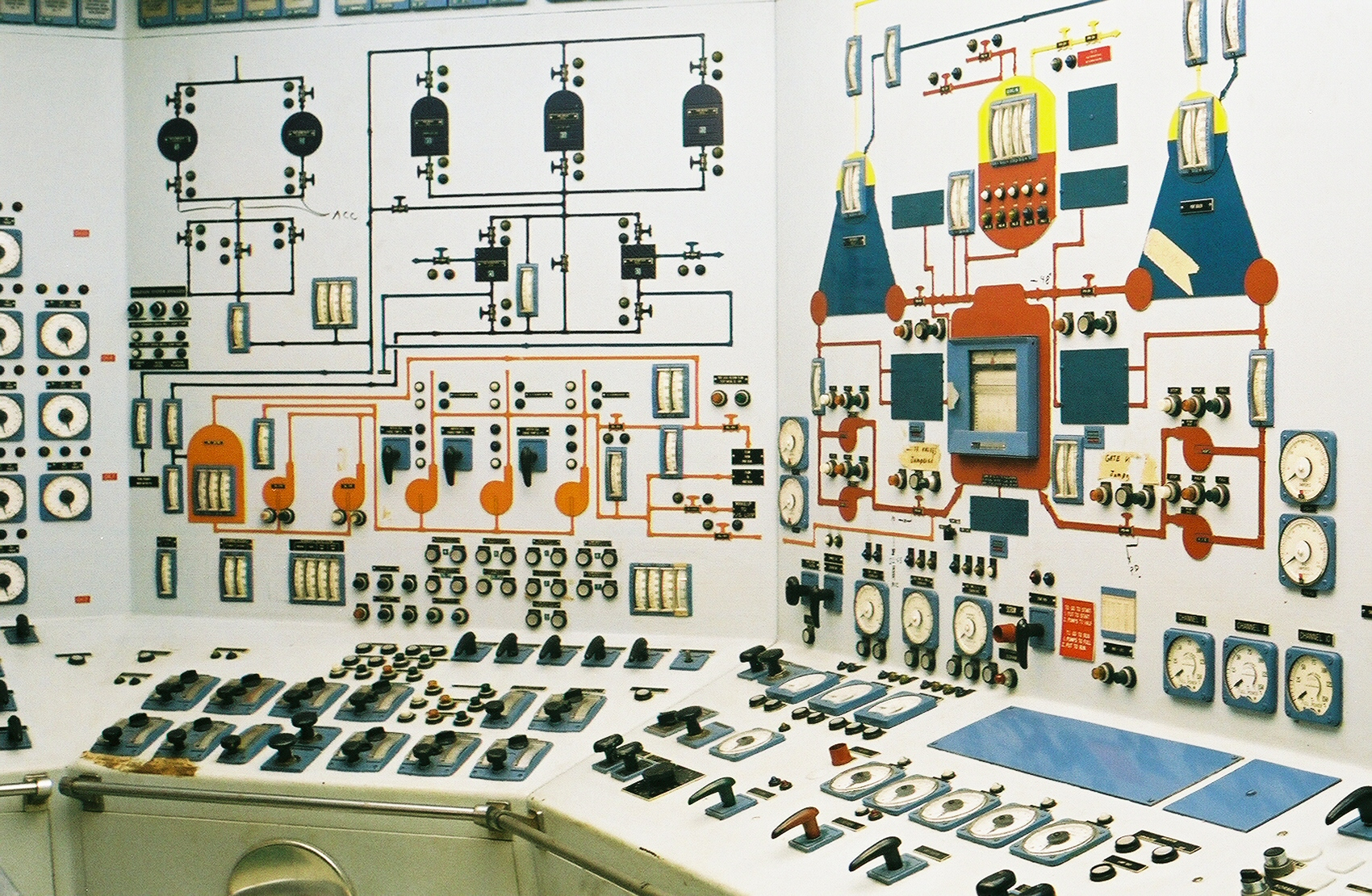
Bảng điều khiển của một lò phản ứng hạt nhân.

Điều khiển quá trình là một ngành nhỏ liên quan đến kiến trúc, cơ chế và  thuật toán để duy trì đầu ra của một quá trình xác định nằm trong một dãi mong muốn. Ví dụ, nhiệt độ của một lò phản ứng hóa học có thể được điều khiển để duy trì sản phẩm đầu ra được đồng nhất.
Điều khiển quá trình được sử dụng rộng rãi trong công nghiệp và cho phép sản xuất hàng loạt các sản phẩm phù hợp với các quá trình liên tục hoạt động như lọc dầu, sản xuất giấy, hóa chất, nhà máy điện và nhiều ngành khác. Quy trình điều khiển cho phép tự động hóa, theo đó một nhóm nhân viên vận hành nhỏ có thể vận hành một quá trình phức tạp tại một phòng điều khiển trung tâm.

## Cơ sở

Ví dụ tổng quát của một vòng Phản hồi

Điều khiển quá trình hoặc có thể sử dụng thông tin phản hồi hoặc nó có thể là vòng lặp hở. Điều khiển cũng có thể liên tục (điều khiển hành trình ô tô) hoặc gây ra một chuỗi các sự kiện rời rạc, chẳng hạn như một bộ định thời trên một máy tưới cỏ (on/off) hoặc điều khiển thang máy (logic tuần tự).
Một bộ điều chỉnh nhiệt độ trên bộ gia nhiệt là một ví dụ về điều khiển on/off. Một cảm biến nhiệt độ bật nguồn nhiệt lên nếu nhiệt độ giảm xuống dưới điểm thiết lập và tắt nguồn nhiệt khi điểm thiết lập đã đạt được. Không có đo lường chênh lệch giữa điểm đặt và nhiệt độ đo được (ví dụ không có sai số đo lường) và không điều chỉnh được tốc độ mà tại đó nhiệt được gia tăng như thế nào.
Một ví dụ quen thuộc của điều khiển phản hồi là điều khiển hành trình trên xe ô tô. Biến đo lường ở đây là tốc độ. Người lái (trình điều khiển) điều chỉnh đến điểm đặt tốc độ mong muốn (ví dụ như 100 km/giờ) và bộ điều khiển giám sát cảm biến tốc độ và so sánh tốc độ đo với điểm đặt. Bất kỳ sai lệch nào, chẳng hạn như thay đổi trong độ dốc, lực cản, tốc độ gió hoặc thậm chí sử dụng một lớp nhiên liệu khác (ví dụ ethanol pha trộn) được điều chỉnh bởi bộ điều khiển thực hiện một điều chỉnh bù tới vị trí mở của van nhiên liệu, ở đây là biến thao tác. Bộ điều khiển thực hiện điều chỉnh khi có thông tin chỉ khi có sai số (cường độ, tốc độ thay đổi hoặc sai số tích lũy) mặc dù các thiết lập được gọi là điều chỉnh được sử dụng để đạt được kiểm soát ổn định. Hoạt động của bộ điều khiển như vậy là đối tượng của lý thuyết điều khiển tự động.
Một thiết bị điều khiển thường được sử dụng được gọi là một bộ điều khiển logic khả lập trình, hoặc một bộ PLC, được sử dụng để đọc một tập hợp các đầu vào kỹ thuật số và analog, áp dụng một tập các câu lệnh logic, và tạo ra một tập hợp các kết quả đầu ra analog và kỹ thuật số.
Ví dụ, nếu một van điều chỉnh được sử dụng để giữ cho mực nước trong bể ở một mức nào đó, các tập lệnh logic sẽ so sánh áp lực tương đương điểm đặt độ sâu với áp lực đọc được của một bộ cảm biến thấp dưới mức bình thường của chất lỏng và xác định xem cần mở van ra hoặc đóng lại để giữ cho mực chất lỏng không đổi. Một đầu ra PLC sau đó sẽ tính toán một độ mở cần thiết của van. Các hệ thống phức tạp lớn hơn có thể được điều khiển bởi một hệ thống điều khiển phân tán (DCS) hoặc hệ thống SCADA.

## Các dạng quá trình sử dụng trong điều khiển quá trình
Trong thực tế, các quá trình có thể được mô tả như là một hoặc nhiều các hình thức sau đây:
- Rời rạc - Tìm thấy trong nhiều ứng dụng sản xuất, chuyển động và đóng gói. Lắp ráp robot, được tìm thấy trong sản xuất ô tô, có thể được mô tả là điều khiển quá trình rời rạc. Hầu hết sản xuất riêng rẽ liên quan đến việc sản xuất các mảnh rời rạc của sản phẩm, như dập kim loại.
- Hàng loạt- Một số ứng dụng yêu cầu số lượng cụ thể của các nguyên liệu được kết hợp theo những cách cụ thể trong khoảng thời gian cụ thể để tạo ra một kết quả trung gian hay kết quả cuối cùng. Một ví dụ là việc sản xuất chất kết dính và keo dán, thường đòi hỏi sự pha trộn nguyên liệu trong một bình nước nóng trong một khoảng thời gian để tạo thành một lượng sản phẩm cuối cùng. Ví dụ quan trọng khác là sản xuất thực phẩm, đồ uống và thuốc men. Các quá trình hàng loạt thường được sử dụng để sản xuất một số lượng sản phẩm tương đối từ thấp đến trung bình mỗi năm (một vài đến hàng triệu kg).
- Liên tục - Thông thường, một hệ thống vật lý được biểu diễn thông qua các biến được làm mịn và không bị gián đoạn trong thời gian. Việc điều khiển nhiệt độ nước trong một vỏ lò đốt là một ví dụ về điều khiển quá trình liên tục. Một số quy trình liên tục quan trọng là sản xuất nhiên liệu, hóa chất và nhựa. Quá trình liên tục trong sản xuất được sử dụng để sản xuất với số lượng rất lớn các sản phẩm mỗi năm (hàng triệu đến hàng tỷ kg).

Các ứng dụng có các yếu tố rời rạc, hàng loạt và điều khiển quá trình liên tục thường được gọi là ứng dụng lai.

## Các ví dụ
- Một hệ thống chống bó cứng phanh (ABS) là một ví dụ phức tạp, bao gồm nhiều đầu vào, điều kiện và kết quả đầu ra.
- Điều khiển ổn định máy bay là một ví dụ rất phức tạp sử dụng nhiều đầu vào và đầu ra.